# Taschdīd

Schadda

Der Taschdīd (arabisch تَشْدِيد, DMG Tašdīd) ist eine verstärkte Aussprache oder Verdoppelung eines Konsonanten in der arabischen Sprache. Er wird im Schriftbild durch ein Doppelhäkchen in der Form eines kleinen Sīn gekennzeichnet, das Schadda (شَدَّة / Šadda) genannt wird. Die Verdopplung (Gemination) ist in der Weise zu sprechen, dass der Konsonant (genau wie im Italienischen) verlängert bzw. dass kurz auf ihm verharrt wird. Die einfache Aussprache des Konsonanten ohne Verdoppelung wird auf Arabisch Tachfīf (تَخْفِيف / taḫfīf) genannt.

## Allgemeines
Die Schadda ist ein optionales Schriftzeichen. Sie ist die einzige Möglichkeit, die Konsonantenverdoppelung anzuzeigen, da Buchstabe in der arabischen Schrift nicht doppelt geschrieben werden. Da die Verdopplung eine Bedeutungsänderung bewirken kann, begegnet die Schadda oft auch in ansonsten unvokalisierten Texten.

## Schadda und Vokalzeichen
Folgt dem Taschdid ein Fatha, Damma oder Sukūn als Vokalzeichen, so wird dieses auf das Schadda und nicht direkt auf den Konsonanten gesetzt. Kasra steht klassischerweise auch in Kombination mit Schadda wie üblich unter dem Konsonanten. In modernen Drucken jedoch wird Kasra meist über den Konsonanten unmittelbar unter Schadda gesetzt. Diese Konvention geht auf Ahmad Zaki Pascha zurück, damit das Auge beim Lesen nicht zwischen oben und unten wechseln muss. In digitaler Umgebung hängt die Darstellung insofern von dem verwendeten Font und hierbei gegebenenfalls auch von der Eingabereihenfolge von Schadda (U+0651) und Kasra (U+0650) ab (Beispiel: Font Akhbar MT). Bei U+FC62 aus dem Unicodeblock Arabische Präsentationsformen-A wird Kasra in der Regel direkt unter Schadda angezeigt (Beispiel: فَه‍ﱢ‍مْ fahhim ‚erkläre!‘).

## Umschrift
In wissenschaftlichen Umschriften arabischer Wörter in das lateinische Alphabet wird der Taschdīd stets durch die Verdopplung des betreffenden Konsonanten wiedergegeben; in nicht-wissenschaftlichen Umschriften wird der Konsonant zum Teil nur einfach geschrieben, zum Beispiel in Eigennamen wie Mohammed (deswegen auch die Schreibweise Mohamed) oder Amman; auch das Wort Schadda selbst enthält ein Schadda. Hingegen wird etwa der Name des ägyptischen Fußballspielers Gedo (mit Schadda auf dem d) in der Regel – etwa auf seinem Trikot – mit einfachem Konsonanten geschrieben.

## Schadda in Unicode
| Unicode Codepoint | U+0651        |
| Unicode-Name      | ARABIC SHADDA |
| HTML              | &#1617;       |
| ISO 8859-6        | 0xf1          |